# Flowersia campylopus
Flowersia campylopus là một loài rêu trong họ Bartramiaceae. Loài này được Schimp. D.G. Griffin & W.R. Buck mô tả khoa học đầu tiên năm 1989.